# Pelidnota purpurea
Pelidnota purpurea är en skalbaggsart som beskrevs av Hermann Burmeister 1844. Pelidnota purpurea ingår i släktet Pelidnota och familjen Rutelidae. Utöver nominatformen finns också underarten P. p. esperitosantensis.